# Baranove, Berezivka
Baranove (în ucraineană Баранове) este un sat în comuna Ivanivka din raionul Berezivka, regiunea Odesa, Ucraina.

## Demografie
Componența lingvistică a localității Baranove
     Ucraineană (94,14%)
     Rusă (4,09%)
     Română (1,42%)
     Alte limbi (0,36%)
Conform recensământului din 2001, majoritatea populației localității Baranove era vorbitoare de ucraineană (94,14%), existând în minoritate și vorbitori de rusă (4,09%) și română (1,42%).